# Верхне-Каранаевский сельсовет
Верхне-Каранаевский сельсовет — административно-территориальная единица и муниципальное образование со статусом сельского поселения в Буйнакском районе Дагестана Российской Федерации.
Административный центр — село Верхний Каранай.

## Население
| 2002  | 2010  | 2012  | 2013  | 2014  | 2015  | 2016  |
| ----- | ----- | ----- | ----- | ----- | ----- | ----- |
| 1003  | ↘927  | ↗952  | ↗993  | ↗1017 | ↗1031 | ↗1040 |
| 2017  | 2018  | 2019  | 2020  | 2021  | 2023  | 2024  |
| ↗1049 | ↗1068 | ↗1072 | →1072 | ↗1449 | ↗1451 | ↗1461 |
| 2025  |       |       |       |       |       |       |
| ↘1460 |       |       |       |       |       |       |

## Состав
| № | Населённый пункт | Тип населённого пункта       | Население |
| - | ---------------- | ---------------------------- | --------- |
| 1 | Верхний Каранай  | село, административный центр | ↗1113     |
| 2 | Нижний Каранай   | село                         | ↗336      |